# Nándor Dáni
Nándor Dáni, född 30 maj 1871 i Budapest, död 31 december 1949 i Budapest, var en ungersk friidrottare.
Dáni blev olympisk silvermedaljör på 800 meter vid olympiska sommarspelen 1896 i Aten.